# Ихалица
Ихалица — река в Междуреченском (большей частью) и Грязовецком районах Вологодской области, правый приток Сухоны, протекает по Присухонской низине. Длина — 98 км, площадь водосборного бассейна — 1370 км².
Истоки реки находятся в лесах вблизи границы Вологодской и Костромской областей. В верхнем течении (до слияния с речкой Килехмой) река носит названия Мизюга и Верхняя Мизюга и принимает множество мелких притоков. После Килехмы Ихалица течёт по болотистой местности в узкой лесной полосе между открытыми верховыми болотами — Ихалицким и Большой Чистью. Здесь на протяжённом участке река сильно извилиста и не имеет притоков, кроме небольших ручьёв. За девять километров до устья Ихалица принимает свой крупнейший приток — реку Вою. Впадает в Сухону вблизи деревень Ихалицы и Выставки. По ходу течения река пересекает террасы исчезнувшего приледникового озера.
В нижнем течении реки расположен Ихалицкий государственный природный ландшафтный заказник (площадь — 1430 га) с богатой флорой и фауной, в том числе редкими и охраняемыми видами растений. Среди лесов преобладают заболоченные сосняки. В реке водятся бобры.
Название реки, вероятно, происходит из финно-угорских языков. Современное финское ihailla — восторгаться, восхищаться, есть схожие по значению и звучанию слова в карельском и вепсском языках.
На Ихалице нет постоянных поселений. Деревня в устье реки нежилая.
В среднем течении реки есть протяжённое широкое место, называемое «Княгининым озером». Здесь в XVII и, возможно, XVIII веках существовал старообрядческий (секта Капитона) монастырь, известный как Капитонова Княгинина Спасская мужская пустынь.

## Притоки
(км от устья)
- 9 км: Воя (пр)
- 44 км: Килехма (лв)
- 59 км: Кора (пр)
- 65 км: река Чёрная (лв)
- 67 км: река Побоишна (лв)